# Докторантура
Докторантурата е период и процес на обучение на кадри, завършили висше образование със степента магистър. Обучаващите се наричат докторанти, а крайната цел на обучението е присъждането на образователната и научната степен доктор.
Обучението на докторанти става по научни специалности, регламентирани от ВАК. Правото да обучават докторанти получават научните институти и университетите, които са акредитирани за съответните научни специалности. Започването на докторантура става след успешно издържани конкурсни изпити по специалността на докторантурата и по чужд език.

## Конкурс за докторантура
Научните организации и университетите получават разрешение за обявяване на места за докторанти от МОН. Мотивите за искане на места за обучение на докторанти най-често са два:
- необходимост от задълбочено изследване върху актуален в съответната научна специалност проблем;
- необходимост от подготвяне на кадри за изследователи.

Конкурсът е национален; обявява се в Държавен вестник и в един ежедневник. Кандидатите за докторанти подават своите документи съгласно приетите в страната критерии. Документите се преглеждат за установяване на тяхната редовност от нарочно назначена комисия. Кандидатът за докторантура получава конспект за изпита по специалността и изискванията за провеждане на изпита по чужд език.
Изпитът по специалността е писмен и устен с отделни оценки. До устен изпит се допускат получилите оценка най-малко много добър 4,50 на писмения изпит. Успешно положили изпита са кандидатите, които са получили средна оценка от писмения и устния изпит най-малко много добър 5,00.
До изпит по чужд език се допускат само кандидатите, успешно положили изпита по специалността.
Успешно положили изпита по чужд език са кандидатите, получили оценка не по-ниска от добър 4,00.
Оценките от конкурсните изпити се оформят с точност до 0,25 (вж. чл. 10 от НДИПОД).

## Обучение на докторант
Докторантурата може да бъде редовна, задочна или свободна. Срокът за провеждане на докторантурата е 3 или 4 години.
Обучението на докторанта става под ръководството на един или повече научни ръководители.
През периода на докторантурата докторантът извършва задълбочено изследване върху научен проблем, като методиката на изследването се обсъжда и приема в научното звено.
Освен изследователска работа през периода на докторантурата се провежда и образователна дейност, която се регламентира в индивидуалния план на докторанта.
Крайната цел на докторантурата е докторантът да напише и защити пред Специализиран научен съвет дисертационен труд по темата на докторантурата. След защита на дисертационния труд на докторанта се присъжда образователната и научна степен доктор.